# Omid
Omid (persiska: امید) är ett persiskt mansnamn med betydelsen hopp eller förhoppning.
Namnet förekommer i många länder i det historiska Stor-Iran. Andra former av namnet Omid är: Omed som är vanligt i exempelvis Kurdistan, Omit/Umit som är vanligt i exempelvis Turkiet och Republiken Azerbajdzjan och Umid som är vanligt i exempelvis Pakistan.
Namnet "Omid" bör, dock, ej blandas ihop med de arabiska namnen "Omar" och "Emad/Imad". Namnet Omid är alltså inte "släkt" med dessa arabiska namn, utan namnen kommer från olika ursprung.
Omid används även som ett ord på (bland annat) persiska, där "Omid-varam" betyder "Jag hoppas".  Flera ord/meningar på persiska där Omid används är: "To Tanha Omide man hasti", vilket betyder "Du är mitt enda hopp" eller "Be Omide didar" som betyder "Hoppas vi ses" (eller bokstavligen: "Med hoppet att vi ses"). 
Enligt Statistiska centralbyrån har 770 personer i Sverige "Omid" som tilltalsnamn. Medan 873 män har det som förnamn i Sverige.